# Iglesia de San Miguel (Dzaoudzi)
La Iglesia de San Miguel  o simplemente la Iglesia de Dzaoudzi (en francés: Église de Saint-Michel) es el nombre que recibe un edificio religioso que pertenece a la Iglesia católica y se encuentra en la comuna de Dzaoudzi en el departamento de ultramar francés de Mayotte, en el Océano Índico.
El templo cuyas fundaciones datan de 1849, sigue el rito romano o latino y depende de la misión de la Iglesia de Nuestra Señora de Fátima con sede en Mamoudzou, que a su vez se encuentra dentro de la jurisdicción del vicariato apostólico de las Islas Comoras (Apostolicus Vicariatus Insularum Comorensium).